# Fengari
Il monte Fengari o Saos (in greco moderno: Φεγγάρι - che significa "luna" - oppure Σάος)  è la montagna che domina l'isola greca di Samotracia, nel nord Egeo.

## Geografia
Con i suoi 1611 metri è la cima più alta dell'Egeo.

## Storia
Nell'antichità la montagna era molto utile ai navigatori per orientarsi, grazie anche alla sua notevole prominenza topografica.

## Accesso alla cima
La via più facile per arrivare in cima al Fenagri passa per il versante settentrionale. La zona d'estate può essere nebbiosa e/o nuvolosa.
Con il cielo limpido il panorama dalla cima comprende un vasto tratto dell'Egeo settentrionale, dalla Troade al monte Athos.